# Anello Delta
L'anello delta δ che ruota attorno ad Urano, orbita ad una distanza di 48 300 km dal centro del pianeta, fra l'anello Υ e l'anello λ; come gli altri anelli è molto sottile, la sua larghezza è compresa fra 3 e 7 km.